# Toque no Altar (canção)
"Toque no Altar" é uma canção gravada pelo grupo cristão brasileiro Ministério Apascentar de Nova Iguaçu, presente inicialmente no disco Toque no Altar, lançado em outubro de 2003. Foi composta pelos vocalistas da banda, Luiz Arcanjo e Davi Sacer, sendo interpretada por Sacer.
A canção é a primeira da banda que alcançou notoriedade nacional, sendo indicada à musica do ano no Troféu Talento em 2005, e notável por ter sido, anos depois, a canção que fez a banda mudar seu nome para Toque no Altar. Sua melodia é a mais animada do disco, sendo conduzida à base de um órgão e um violão, que executam uma melodia cheia de nuances.
"Toque no Altar" foi regravada várias vezes no meio cristão: O próprio Toque no Altar a registrou no DVD Toque no Altar e Restituição (interpretada por Davi Sacer), o Trazendo a Arca a registrou no disco Ao Vivo no Japão (interpretada por Davi Sacer) e Davi Sacer, em sua carreira solo, regravou-a em No Caminho do Milagre. Em 2014, Luiz Arcanjo cantou uma versão em espanhol para o álbum Español, cujo título foi "Toca en el altar".

## Composição
Por meio de um vídeo publicado em 2020, Luiz Arcanjo contou que "Toque no Altar" foi originalmente escrita por ele e Davi Sacer em uma tarde. Os dois tinham assistido uma pregação tempos antes, e ao visitar uma membro da igreja Apascentar, tiveram a ideia ali. Já em 2024, Arcanjo afirmou que a proposta original da composição era que os versos trouxessem a ideia de "se agarrou nas pontas dos chifres do altar", o que seria inviável em sua construção. O primeiro nome que a faixa recebeu foi "Toca na Ponta do Altar". Na época, o cantor descreveu que "Nos livros de 1º e 2º Reis, vemos que muitos homens que queriam clamar pela misericórdia e pelo favor. Então, traduzimos isso na música".
O álbum de estreia da banda, que se chamaria Ministério Apascentar de Nova Iguaçu, estava com o repertório praticamente fechado, mas os dois consideraram a música boa. Na primeira vez em que a faixa foi tocada dentro da igreja, a recepção dos membros foi favorável. Assim, "Toque no Altar" foi incluída no repertório e se tornou a faixa-título. O grupo decidiu, então, remover outra canção já destinada ao disco, chamada "Novas Águas", que Luiz Arcanjo tinha escrito em homenagem ao Rio de Janeiro. Esta faixa só seria divulgada ao público em 2006, no DVD Deus de Promessas.
Em 2024, o baterista André Mattos disse que a música era originalmente lenta. Mas, em uma situação, o músico acelerou a canção e tal versão se tornou a definitiva.

## Regravações e legado
"Toque no Altar" se tornou um dos primeiros sucessos do Ministério Apascentar de Nova Iguaçu, fazendo com que a banda fosse conhecida, em alguns lugares, pelo nome da canção. Isso fez com que em 2005, após três álbuns inéditos lançados, o grupo adotasse o nome Toque no Altar. A canção também chegou a ser indicada ao Troféu Talento 2005 na categoria Música do Ano, mas perdeu para "Restitui", outra canção do próprio conjunto.
"Toque no Altar" esteve frequentemente em regravações dos músicos. O próprio Toque no Altar a registrou no DVD Toque no Altar e Restituição (interpretada por Davi Sacer), o Trazendo a Arca a trouxe no disco Ao Vivo no Japão (interpretada por Davi Sacer) e Davi Sacer, em sua carreira solo, regravou-a em No Caminho do Milagre. Em 2014, Luiz Arcanjo cantou uma versão em espanhol para o álbum Español, cujo título foi "Toca en el altar". Em 2019, Davi Sacer regravou "Toque no Altar" com a participação do cantor Ton Carfi para o álbum 15 Anos. Em 2020, a faixa foi novamente tocada pelo Trazendo a Arca em parceria com o ex-vocalista Davi Sacer durante o show de reunião da formação clássica da banda. A performance, que contou com os vocais de Luiz Arcanjo, não chegou a fazer parte do álbum O Encontro. Já em 2024, uma nova versão da música, desta vez produzida por Johnny Essi para o álbum 20 Anos de Celebração, foi apresentada.

### Premiações
| Premiação      | Categoria     | Resultado | ref   |
| -------------- | ------------- | --------- | ----- |
| Troféu Talento | Música do ano | Indicado  | [ 8 ] |